# Sotobañado y Priorato
Sotobañado y Priorato település Spanyolországban, Palencia tartományban. Sotobañado y Priorato Villameriel, Páramo de Boedo, Herrera de Pisuerga, Prádanos de Ojeda, Dehesa de Romanos és Olea de Boedo községekkel határos. Lakosainak száma 158 fő (2024).

## Népesség
A település népessége az elmúlt években az alábbi módon változott:
| Lakosok száma | 183  | 179  | 176  | 172  | 167  | 166  | 150  | 142  | 155  | 158  |
|               | 2001 | 2004 | 2007 | 2009 | 2012 | 2014 | 2017 | 2019 | 2022 | 2024 |